# Makrelovití
Makrelovití (Scombridae) je čeleď ryb z třídy paprskoploutví (Actinopterygii) a řádu Scombriformes (dříve Perciformes) čítající 15 žijících rodů tuňáků, pelamid a makrel + další rody vyhynulé. Poprvé se objevuje ve spodním eocénu. Makrelovití obývají tropická a subtropická moře po celém světě, některé přebývají část roku ve vodách chladnějších. Žijí převážně na otevřeném moři, menší makrely ale také při pobřeží. Pro plavání na otevřeném moři jsou dobře přizpůsobeny svým hydrodynamickým tělem; tuňáci musejí plavat dokonce nepřetržitě, aby jim voda omývala žábry a neutopili se. Makrela Scomberomorus sinensis byla naproti tomu nalezena ve sladkých vodách řeky Mekongu.
Čeleď má podlouhlé vřetenovité tělo s malými cykloidními šupinami kovového, často modrého nebo stříbrného zbarvení. Za hlavou a v blízkosti prsní ploutví jsou naopak šupiny velké. Tlama je středně velká a zuby v ní dobře vyvinuté. Počet obratlů je 31 až 66, hřbetní ploutev je složena z 9 až 27 paprsků, břišní ploutve mají paprsků 6. Některé druhy z čeledi umějí udržovat vyšší teplotu těla než je teplota vody, asi o 3 až 7 °C. Co se týče zbarvení, v tomto směru není vyvinut pohlavní dimorfismus, ale samice dosahují větší velikosti než samci. Jsou to rychlí lovci, žerou například jiné ryby, korýše či chobotnice. Malé druhy jsou pak loveny jinými predátory, jako jsou žraloci či mečouni. Loví je také člověk, patří mezi nejvýznamnější rybolovní i sportovně lovené ryby. Některé populace tuňáků byly kvůli rybolovu vyhubeny a část druhů Mezinárodní svaz ochrany přírody považuje za vzácné.

## Rody
- Acanthocybium
- † Acanthonemus
- Allothunnus
- † Amphistium
- Auxis
- † Carangopsis
- † Coelogaster
- Cybiosarda
- † Cybium
- † Ductor
- Euthynnus
- Gasterochisma
- † Gasteronemus
- Grammatorcynus
- Gymnosarda
- Katsuwonus
- † Mesogaster
- Orcynopsis
- Rastrelliger
- † Rhamphognathus
- Sarda
- Scomber
- Scomberomorus
- † Scombrinus
- † Sphyraenodus
- Thunnus
- † Wetherellus
- † Woodwardella
- † Xiphopterus